# 八坂町 (彦根市)
八坂町（はっさかちょう）は滋賀県彦根市の地名。

## 地理
彦根市北東部に位置し、町中央部に犬上川が流れ、琵琶湖に面している。町域全体に事業所が点在している。

## 歴史
前身は犬上郡磯田村八坂。1942年6月10日に犬上郡磯田村は彦根市に編入された。

## 世帯数と人口
2019年（平成31年）4月1日現在の世帯数と人口は以下の通りである。
| 町丁   | 世帯数  | 人口    |
| ------ | ------- | ------- |
| 八坂町 | 995世帯 | 2,198人 |

### 人口の変遷
国勢調査による人口の推移。
| 1995年（平成7年）  | 1,903人 | [ 4 ] |  |
| 2000年（平成12年） | 1,902人 | [ 5 ] |  |
| 2005年（平成17年） | 1,902人 | [ 6 ] |  |
| 2010年（平成22年） | 2,124人 | [ 7 ] |  |
| 2015年（平成27年） | 2,245人 | [ 8 ] |  |

### 世帯数の変遷
国勢調査による世帯数の推移。
| 1995年（平成7年）  | 622世帯   | [ 4 ] |  |
| 2000年（平成12年） | 699世帯   | [ 5 ] |  |
| 2005年（平成17年） | 699世帯   | [ 6 ] |  |
| 2010年（平成22年） | 994世帯   | [ 7 ] |  |
| 2015年（平成27年） | 1,069世帯 | [ 8 ] |  |

## 学区
市立小・中学校に通う場合、学区は以下の通りとなる。
| 番・番地等     | 小学校             | 中学校             |
| -------------- | ------------------ | ------------------ |
| 1874〜2122番地 | 彦根市立金城小学校 | 彦根市立中央中学校 |
| その他         | 彦根市立城陽小学校 | 彦根市立南中学校   |

## 施設

### 主な施設
- 滋賀県水産試験場
- 彦根市立病院
- 滋賀県産業支援プラザ
- 滋賀県彦根工業用水道
- 彦根中部揚水機場
- 八坂揚水機場
- 大藪浄水場
- 八坂町町民会館
- 八坂県営住宅
- 八坂北町会館
- 天理教京光陽分協会

### 教育機関
- 滋賀県立大学
- 彦根市立病院保育所やよい園

### 史跡

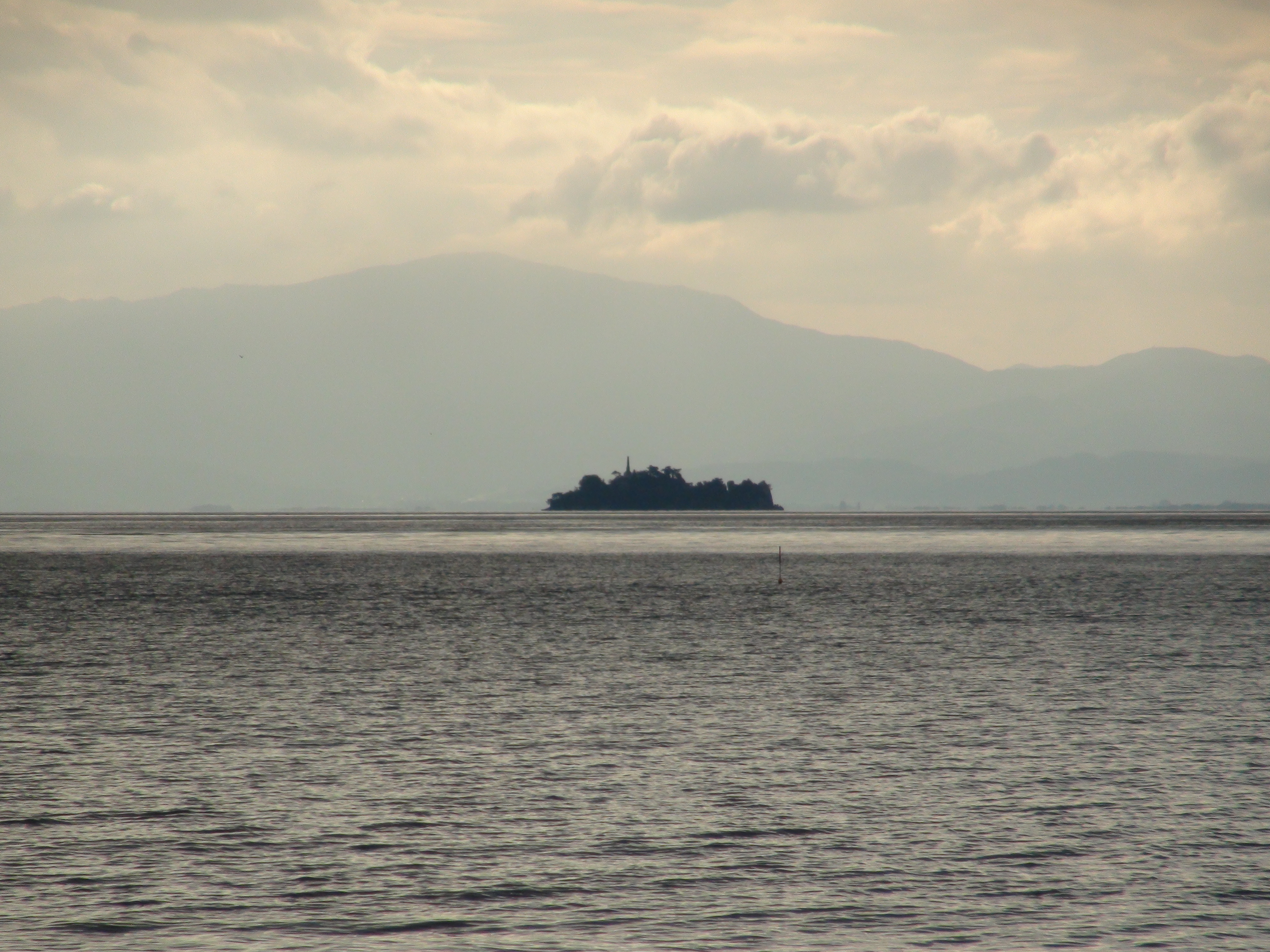
彦根市松原水泳場より遠望した多景島

- 多景島
- 善敬寺
- 本光寺
- 了徳寺
- 木和田神社
- 八坂地蔵尊

### 商業施設
- エンゼルプラザレイクフロント

### 事業所
- 小山鉄工所
- 猪飼モータース
- ひだえん
- ハシモト鉄筋
- 日の本辦工業
- 興和工業彦根出張所
- シグマ商事
- 福原工務店
- 鳥塚
- 今西電工

## 交通
当町内に鉄道は走っていない。市立病院・八坂北口バス停留所がある。

### 道路
- 湖岸道路
- くすのき通り
- 彦根市道八坂高宮線

## その他

### 日本郵便
- 郵便番号 : 522-0057[2]（集配局：彦根郵便局[10]）。